# Amt Könitz
Das Amt Könitz war ein Gerichts- und Verwaltungsbezirk in der Schwarzburg-Rudolstädter Oberherrschaft mit Sitz in Könitz.

## Aufgaben
1208 erwarben die Grafen von Schwarzburg das Amt Könitz aus dem Reichsgut als Reichslehen. Ab 1274 gehörte es zu Schwarzburg-Schwarzburg, ab 1361 zu Schwarzburg-Leutenberg, ab 1564 zu Schwarzburg-Blankenburg und ab 1574 zu Schwarzburg-Rudolstadt.
Das Amt Könitz war zunächst Gericht erster Instanz und gleichzeitig untere Verwaltungsbehörde. Eine Trennung der Rechtsprechung von der Verwaltung war nicht gegeben. Das Amt Könitz war gleichzeitig Berggericht.
Die Märzrevolution führte auch in Schwarzburg-Rudolstadt zur Forderung nach Abschaffung der Patrimonialgerichte und zur Trennung von Rechtsprechung und Verwaltung.
Am 1. Juli 1850 traten die Organisationsgesetze in Kraft, die das Gerichtswesen grundsätzlich änderten. Rechtsgrundlage war das Gesetz wegen künftiger Einrichtung der Rechtspflege vom 1. Mai 1850 und das Gesetz über die Zuständigkeit der Gerichte und über den Instanzenzug in bürgerlichen Rechtsstreitigkeiten. Damit waren die Patrimonialgerichte abgeschafft und Verwaltung und Rechtsprechung getrennt worden.
Das Amt Könitz wurde im Rahmen dieser Neuorganisation aufgelöst und sein Gebiet dem Amt Leutenberg für die Rechtsprechung und dem Landratsamt Rudolstadt für die Verwaltung zugeordnet.

## Umfang
Das Amt Könitz umfasste die Orte:
- Bucha
- Hohenwarte
- Kleingeschwenda (seit 1610, vorher Patrimonialgerichtsort)
- Könitz
- Lausnitz (Kondomium)
- Preßwitz